# Stroganov-familien
Stroganov-familien (russisk: Строгановы eller Строгоновы) var en russisk familie, der med stor succes engagerede sig i handel, industri, ejendomme og som senere blev adlet.
Stroganov-familien var oprindeligt rige pomorhandelsmænd, de første tekster, der omtaler familien er fra Novgorod i slutningen af 1300-tallet. Fjodor Lukitsj Stroganov bosatte sig i Solvytjegodsk i 1400-tallet. I 1515 grundlagde familien under Anikej Stroganov et saltværk i byen, som sidenhen udviklede sig til en stor industri og indtægtskilde. I 1558 fik familien store ejendomme langs floderne Kama og Tjusovaja af zaren, Ivan den grusomme.